# Kalle Berggren
Karl-Gunnar (Kalle) Berggren, född 19 juni 1949 i Härnösand, död 2 september 2013 i Sofia församling, Stockholm, var en svensk målare och musiker.

## Biografi
Kalle Berggren växte upp i Tranås. Han gick på Grundskolan för konstnärlig utbildning 1967–1968, Konstfack i Stockholm 1968–1969 och Kungliga Konsthögskolan i Stockholm 1969–1974. Stockholm blev det främsta motivet för hans måleri.
Tillsammans med författaren Torkel Rasmusson gjorde han flera böcker, bland annat Resan till Åland (Öppna ögon, 1980) och En dag i staden (Bokförlaget Max Ström, 2005). Kalle Berggren var, tillsammans med Torkel Rasmusson, verksam i bandet  Himmel och helvete. Under en tid var Berggren också trummis i  Pärlfiskarna.
Han är representerad på Moderna museet i Stockholm samt Borås konstmuseum, Norrköpings konstmuseum och Göteborgs konstmuseum.

## Utställningar i urval
- Café Mejan 1974 (debut)
- Galleri Händer, 1976, 1977, 1978, 1979, 1980 samt 1983
- Krognoshuset, Lund 1976
- Galleri 1, Göteborg 1978
- Umeå Museum 1978
- Norrköpings konstmuseum 1978
- Galleri Octopus 1979
- Konstforum, Norrköping 1979
- Sandvikens Konsthall 1979
- Maneten, Göteborg (samlingsutställning) 1980
- Kalmar konstmuseum (samlingsutställning) 1980
- Galleri Garmer, Göteborg 1984 med J Melanton
- Galleri Doktor Glas, 1985
- Konsthuset, Katrineholm 1986
- ABF-galleriet, 1986
- Olle Olsson-huset, Hagalund 1987
- Enkehuset, Stockholm 1988
- Galleri H, Stockholm 1989, 1992 samt 2000
- Kavaletten, Uppsala 1990
- Eriksbergs Museum, Tranås 1990
- Bildgalleriet, Varberg 1993
- Café 44, Stockholm 1994
- Cupido, Stockholm 1994, 1998, 2002 samt 2009
- Galleri M, Stockholm 1995 samt 1996
- Karby Gård, Täby 1997
- Ekebyhov Slott, Ekerö 1998
- Tranås Konstförening 2001
- Kavaletten, Stockholm 2003 och 2005
- Galleri PS, Göteborg (samlingsutställning) 2003
- Galleri PS, Göteborg (separatutställning) 2005
- Embla, Stockholm "En dag i staden" 2005
- "Tänd Mörkret!", svensk konst 1975-85, Göteborg, Stockholm, m fl (samlingsutställning) 2007-08
- Konstnärsklubben Stockholm 2010
- Cupido, Stockholm (samlingsutställning) 2010
- Cupido, Stockholm 2011

## Utmärkelser
- Stockholms stads hederspris 1978